# 1757
1757 (MDCCLVII) fue un año común comenzado en sábado según el calendario gregoriano.

## Acontecimientos
- 5 de enero: Luis XV de Francia sobrevive a un intento de asesinato de Robert–François Damiens, quien fue la última persona ejecutada en Francia con la tradicional pena capital utilizada para los regicidas.
- 5 de febrero: el nabab de Bengala, Siraj ud-Daulah, lidera un intento de recuperar Calcuta, en manos de los británicos. Con solo 1.900 soldados y marineros, pero con un poder artillero superior, el general Robert Clive obliga a la fuerza mucho mayor del nabab a retirarse. Los británicos sufren 194 bajas, mientras que los bengalíes sufren 1.300.[1]
- 9 de febrero: El nabab Siraj ud-Daulah y el general Clive firman el Tratado de Alinagar, donde Bengala debe compensar a la Compañía Británica de las Indias Orientales por sus pérdidas y prometer respeto al control británico de India.[1]

- David Hume - Historia natural de la religión.
- Contiene ataques de apaches y seris en la provincia de Sonora y Sinaloa y es ascendido al grado de coronel Juan Antonio de Mendoza.
- Incendio de la Catedral de San Jacinto.

## Nacimientos
- 11 de enero: Alexander Hamilton, político estadounidense, primer secretario del Tesoro de los Estados Unidos (f. 1804).
- 21 de febrero: Michel-Gabriel Paccard, médico y alpinista saboyano (f. 1827), ciudadano del Reino de Cerdeña. Fue el primero en coronar el monte Blanco con Jacques Balmat el 8 de agosto de 1786.
- 4 de mayo: Manuel Tolsá, arquitecto y escultor español.
- 7 de junio: Georgiana Cavendish, noble británica (f. 1806).
- 18 de junio: Ignace Joseph Pleyel, compositor y fabricante de pianos austriaco (f. 1831).
- 22 de junio: George Vancouver, oficial de marina y explorador británico (f. 1798).
- 1 de agosto: Pedro Estala, escritor y religioso español (f. 1815).
- 9 de agosto: Elizabeth Schuyler Hamilton, esposa del padre fundador Alexander Hamilton (f. 1854).
- 6 de septiembre: marqués de Lafayette (Marie-Joseph Paul Yves Roch Gilbert du Motier) aristócrata y político francés.
- 7 de octubre: Carlos X, aristócrata francés, rey de Francia.
- 10 de octubre: Erik Acharius, botánico y médico sueco (f. 1819).
- 1 de noviembre: Antonio Canova, escultor italiano (f. 1822).

## Fallecimientos

### Enero
- 9 de enero: Bernard le Bovier de Fontenelle, escritor y filósofo francés (n. 1657)

### Febrero
- 11 de febrero: Mauro D'Alay, violinista y compositor italiano (n. 1687).

### Julio
- 23 de julio: Domenico Scarlatti, compositor y clavecinista italiano (n. 1685).

### Agosto
- 11 de agosto: José Pradas Gallén , compositor barroco español (n. 1689)

### Octubre
- 17 de octubre: René Antoine Ferchault de Réaumur, físico francés (n. 1683)

### Noviembre
- 12 de noviembre: Colley Cibber, actor poeta y dramaturgo inglés (n. 1671)